# سولة دوغل
سولة دوغل (بالكردية: سوولەدووکەل) هي إحدى القرى التابعة لـمرغور في ريف قسم سيلوانه من مقاطعة أرومية، في محافظة أذربیجان الغربیة الإيرانية.

## السكان
حسب إحصاءات سنة 2006، بلغ إجمالي السكان في سوله دوكل 142 نسمة وعدد المساكن 27 مسكن. لغة سكان سوله دوكل هي اللغة الكردية و هم من أهل السنة والجماعة والمذهب الشافعي.